# ナヴィガトーリ級駆逐艦
ナヴィガトーリ級駆逐艦（イタリア語: Cacciatorpediniere classe "Navigatori"）は、イタリア海軍の駆逐艦の艦級。建造途上で「偵察艦」（esploratore）に艦種変更されたが、1938年の艦種変更で駆逐艦に復帰した。なお艦級名は、各艦の艦名が著名な航海者（Navigatori）を冠していることに由来する。

## 来歴
イタリア海軍は地中海という限られた海域での行動を主としていることもあり、20世紀に入って高速軽快な艦艇の建造を進めてきた。その一環として整備されたのが軽装甲・高速の偵察艦（esploratore）である。これは軽巡洋艦や偵察巡洋艦に相当するもののほか、実質的には巡洋艦と駆逐艦の中間的な嚮導駆逐艦というべきものも多かった。
1926年より、フランス海軍は、軽巡洋艦の任務を肩代わりする大型駆逐艦（水雷艇駆逐艦, Contre-torpilleur）としてシャカル級の配備を開始した。当時のイタリア海軍は、フランス海軍と地中海の覇を争っており、これに対抗して、1926年度計画で偵察艦をベースにした大型駆逐艦の建造を盛り込んだ。これが本級である。

## 船体
基本設計は偵察艦からの派生となっている。船型は船首楼型、艦首形状は直立に近いものであった。船殻重量軽減のため、外板の大部分は亜鉛めっきを施した高張力鋼としている。主船体内には19枚の隔壁が設けられていた。
しかし過度の船殻重量削減などの影響で、竣工直後より復原性の問題が顕在化した。このため、まず1930年より、艦橋構造を3層から2層とするとともに煙突を減高、マストも3脚式からポールマストに変更するなどの改善工事が行われ、1932年にも復原性の改善を目的とした改修がなされた。この際にジャイロスタビライザーの装備スペースが確保されたが、結局装備はなされなかった。
しかしこれでも改善は十分でなく、1939年から1940年にかけて、「ニコロッソ・ダ・レッコ」「アントニオット・ウソディマーレ」を除く10隻に対して、船体幅を1メートル拡大するとともに艦首形状をクリッパー型に改め、顕著なフレアを付すという、ほぼ新造に近いレベルの抜本的な改修が施された。またこれにあわせて船体サイドの燃料タンクが拡張され、舵も半平衡舵に変更された。これによって航洋性は大きく改善したものの、基準排水量は2,125トン、満載排水量は2,888トンとかなり大きく増加しており、速力は顕著に低下した。

## 機関
機関構成は、カルロ・ミラベロ級偵察艦以来の4缶2軸推進式が踏襲されたが、艦型の拡大にあわせて出力は強化されている。ボイラーはオデロ式を基本とするが、CNR社の建造艦ではヤーロウ式が搭載された。蒸気圧力は22 kgf/cm2 (310 lbf/in2)であった。また蒸気タービンはパーソンズ式オール・ギヤード・タービンを基本とするが、CNQ社の建造艦ではブルッゾー、CNR社の建造艦ではトシ式が搭載された。
本級は、海上公試ではかなりの高速を記録している。例えば「アントーニオ・ピガフェッタ」では、軽荷排水量1,862トンの状態で出力65,530馬力を発揮し、速力41.57ノットに達した。ただしこれらの記録はチャンピオンデータに近く、ほぼ高速を得るためだけの試験となっている。また上記の通り、復原性改善のための改修により、速力は27～28ノットまで低下した。
なお本級では、同時期の他国の駆逐艦に先駆けて、機関部のシフト配置を導入した。前後の機械室に、それぞれボイラー2缶とタービン1基が収容されており、前部機械室が左舷軸を、後部機械室が右舷軸を駆動した。

## 装備
艦砲としては、新型の50口径12.0cm連装砲（Mod.1926）を搭載した。これは戦艦「ダンテ・アリギエーリ」やコンテ・ディ・カブール級、偵察艦「クアルト」などで搭載されていたヴィッカースおよびアームストロング・ホイットワース製の砲（Mod.1909）の改良型であり、先行する駆逐艦・偵察艦の標準装備となっていた45口径12.0cm砲よりも砲弾重量・射程ともに強化されていた。本級では、3基の連装砲塔が前・中・後部にほぼ当分に配置されている。
対空兵器としては、39口径40mm単装機銃2基と76口径13.2mm連装機銃2基を備えた。その後、1933年から34年にかけての改修により、76口径13.2mm連装機銃2基が増備された。そして1940年から1942年にかけての改修により、39口径40mm単装機銃は全て撤去され、かわりに65口径20mm機銃ないし70口径20mm機銃7～9基が搭載された。また「ピガフェッタ」「パンカルド」では、更に後部魚雷発射管を撤去して、54口径37mm単装機銃2基を増備している。
水雷兵器としては、対艦兵器として53.3cm3連装魚雷発射管2基、対潜兵器として爆雷投下軌条2条を装備した。また「レッコ」を除き機雷敷設用のレールを設けて機雷86発を搭載したほか、うち7隻はレールを延長し、機雷の搭載数を104発に増加した。ただし甲板レイアウトの関係上、機雷搭載時には、魚雷は使用できないという問題があった。なお上記の1940年から1942年にかけての改修の際に、更に爆雷投射機も搭載された。
なお1942年末には「パンカルド」「マロチェロ」が国産のグーフォおよびドイツ製のゼータクト・レーダーを搭載、また「レッコ」「ヴェラツァーノ」「マロチェロ」「パンカルド」「ヴィヴァルディ」がソナーを搭載した。

## 同型艦
| 艦名                                                       | 由来                           | 就役 | 退役 |
| ---------------------------------------------------------- | ------------------------------ | ---- | ---- |
| アルヴィーゼ・ダ・モスト (Alvise Da Mosto)                 | 航海者アルヴィーゼ・カダモスト | 1931 | 1941 |
| アントーニオ・ダ・ノーリ (Antonio da Noli)                 | 同名の冒険家                   | 1929 | 1943 |
| ニコローゾ・ダ・レッコ (Nicoloso Da Recco)                 | 同名の航海者                   | 1930 | 1954 |
| ジョヴァンニ・ダ・ヴェラッツァーノ (Giovanni Da Verazzano) | 同名の航海者                   | 1931 | 1942 |
| ランツェロット・マロチェッロ (Lanzerotto Malocello)        | 同名の航海者                   | 1930 | 1943 |
| レオーネ・パンカルド (Leone Pancaldo)                      | 同名の航海者                   | 1929 | 1943 |
| エマヌエーレ・ペッサーニョ （Emanuele Pessagno）           | 同名の航海者                   | 1930 | 1942 |
| アントーニオ・ピガフェッタ (Antonio Pigafetta)             | 同名の航海者                   | 1931 | 1943 |
| ルーカ・タリーゴ (Luca Tarigo)                             | 同名の航海者                   | 1929 | 1941 |
| アントニオット・ウゾディマーレ (Antoniotto Usodimare)      | アントーニオ・ダ・ノーリの通名 | 1929 | 1942 |
| ウゴリーノ・ヴィヴァルディ (Ugolino Vivaldi)               | 同名の航海者                   | 1930 | 1943 |
| ニコロ・ゼーノ (Nicolò Zeno)                               | 同名の航海者                   | 1930 | 1943 |